# Dein Helfer in der Not
Dein Helfer in der Not ist das fünfte Studioalbum der deutschen Band Ost+Front.

## Geschichte
Im Mai 2020 erklärte Herrmann Ostfront, dass er bereits seit zweieinhalb Jahren an einem neuen Studioalbum arbeitete. Aufgrund der COVID-19-Pandemie und des daraus resultierenden Lockdowns wurden die Konzerte der Band ab März 2020 abgesagt. Diese Zeit nutzte Herrmann Ostfront um das neue Album in kürzester Zeit fertigzustellen. Ab Mitte Mai 2020 erfolgte die finale Abmischung in den Fascination street Studios in Schweden.
Am 26. Juni 2020 erschien mit Ikarus die erste Singleauskopplung des angekündigten Albums Dein Helfer in der Not. Am 17. Juli 2020 wurde die zweite Single Schau ins Land veröffentlicht. Zu beiden Liedern veröffentlichte die Gruppe auf dem YouTube-Kanal des Labels von Out of Line die dazugehörigen Musikvideos. Am 31. Juli 2020 erschien das Album auf dem Label Out of Line und wurde wie die Vorgängeralben von Rough Trade Distribution vertrieben. Zeitgleich erschien ein Musikvideo zum Lied Geld Geld Geld.

## Allgemeines

### Versionen
Das fünfte Studioalbum Dein Helfer in der Not erschien als einfache CD, als 2-CD Digipak inklusive einer Bonus-CD mit weiteren Tracks und Remixen, als limitierte 2-LP inklusive MP3-Downloadcode sowie als limitiertes Boxset. Das Boxset bestand aus einem inklusiven Digipak, einem Flachmann, einem Notfallset, einer Gesichtsmaske, einem von der Band signierten und handnummerierten Echtheitszertifikat sowie einer weiteren Bonus-CD (In der Hölle erfroren) mit drei exklusiven Songs.

### Illustration
Das Cover zeigt die Band in der Ecke einer Kneipe sitzend. Das Foto wurde im Februar 2020 in der Fabrik in Bruchsal aufgenommen.

## Titelliste
| #  | Titel                    | Länge |
| -- | ------------------------ | ----- |
| 1  | Geld Geld Geld           | 3:53  |
| 2  | Schau ins Land           | 4:04  |
| 3  | Honka Honka              | 3:33  |
| 4  | Sex, Schnapps und Gewalt | 3:37  |
| 5  | Ikarus                   | 3:32  |
| 6  | Was einmal war           | 4:45  |
| 7  | Mein Eigentum            | 3:53  |
| 8  | Schwarzer Helmut         | 3:25  |
| 9  | Die Räuber               | 5:12  |
| 10 | Porco Dio                | 3:30  |
| 11 | Zaubertrank              | 3:16  |
| 12 | Frauenzimmer             | 3:07  |
| 13 | Untermensch              | 4:13  |

| #  | Titel                                             | Länge |
| -- | ------------------------------------------------- | ----- |
| 14 | Viel Spaß beim Sterben                            | 3:19  |
| 15 | Roter Bau                                         | 2:20  |
| 16 | Der Anfang                                        | 2:23  |
| 17 | Mein Eigentum Remix von She Hates Emotions        | 5:02  |
| 18 | Sex, Schnapps und Gewalt Remix von Yellow Lazarus | 4:06  |
| 19 | Ikarus Facing the Gallows Version                 | 4:00  |
| 20 | Mein Eigentum Remix von Eggvn                     | 4:50  |
| 21 | Schwarzer Helmut Remix von Solar Fake             | 3:34  |
| 22 | Geld Geld Geld Remix von Amduscia                 | 4:18  |
| 23 | Mein Eigentum Remix von GrooVenoM                 | 4:10  |
| 24 | Geld Geld Geld Remix von Code: Pandorum           | 3:51  |
| 25 | Bluthund Remix von Any Second                     | 3:59  |
| 26 | Ikarus Remix von Jesucristo Kramm                 | 4:05  |
| 27 | Geld Geld Geld Remix von Any Second               | 4:14  |

| # | Titel                   | Länge |
| - | ----------------------- | ----- |
| 1 | In der Hölle erfroren   | 2:58  |
| 2 | Freiheit                | 3:49  |
| 3 | Der Ruf deiner Hoffnung | 4:12  |

### Informationen zu den Liedern
Honka Honka erzählt über die Morde des Fritz Honka und ihre eher zufällige Enthüllung.
Die Räuber handelt vom Märchen des Räuberbräutigams, der seine Braut in sein Haus im Wald einlädt.
Schwarzer Helmut ist eine Interpretation des deutschen Mallorca-Tourismus, speziell der dortigen Partyszene (Ballermann 6).
Ikarus ist eine vereinfachte Nacherzählung des griechischen Ikarus-Mythos
Viel Spaß beim Sterben spricht sich gegen Kinderschänder aus zählt Foltermethoden zur Bestrafung der Täter auf.